# Diamante (Zucchero)
Diamante is een nummer van de Italiaanse artiest Zucchero. Het nummer verscheen op zijn album Oro, incenso e birra uit 1989. Dat jaar werd het nummer uitgebracht als de derde single van het album. Onder de titel Domenica is het in drie verschillende versies is gezongen door Nederlandse artiesten: Sandra Reemer, Rob de Nijs en Marco Borsato.

## Zucchero
De tekst van Diamante is geschreven door Francesco De Gregori, terwijl Zucchero zelf de muziek schreef. Diamante is de naam van de grootmoeder van Zucchero. Een deel van de tekst is vertaald uit I'm Not in Love van 10cc. Het nummer beschrijft het leven in de Povlakte kort na de Tweede Wereldoorlog. Zucchero vertelde over de tekst: "Ik wilde het niet zelf schrijven omdat ik bang was dat ik te veel betrokken zou raken, en dat ik iets slordigs zou schrijven. Ik wilde een schilderij in pastelkleuren met transparantie en sereniteit, de schoonheid van de tekst van De Gregori, en ik wilde het nummer afmaken met een sprankje hoop, nadat er zoveel moeilijk klinkende teksten voorbij kwamen."
Diamante werd een grote hit in Italië, waar het de tweede plaats behaalde. In Nederland kwam de single tot de twintigste plaats in de Top 40 en de achttiende plaats in de Nationale Top 100. In 1991 kwam een nieuwe versie van het nummer uit, waarop Zucchero het zong in duet met Randy Crawford. Deze versie kwam in verschillende landen de hitlijsten binnen, waaronder Duitsland, Frankrijk, Noorwegen en Zwitserland. In Vlaanderen kwam deze versie tot de negende plaats in de voorloper van de Ultratop 50.

### Hitnoteringen

#### Nederlandse Top 40
| Hitnotering: 24-03-1990 t/m 28-04-1990 | Hitnotering: 24-03-1990 t/m 28-04-1990 | Hitnotering: 24-03-1990 t/m 28-04-1990 | Hitnotering: 24-03-1990 t/m 28-04-1990 | Hitnotering: 24-03-1990 t/m 28-04-1990 | Hitnotering: 24-03-1990 t/m 28-04-1990 | Hitnotering: 24-03-1990 t/m 28-04-1990 | Hitnotering: 24-03-1990 t/m 28-04-1990 |
| Week                                   | 1                                      | 2                                      | 3                                      | 4                                      | 5                                      | 6                                      |                                        |
| -------------------------------------- | -------------------------------------- | -------------------------------------- | -------------------------------------- | -------------------------------------- | -------------------------------------- | -------------------------------------- | -------------------------------------- |
| Positie                                | 32                                     | 25                                     | 20                                     | 20                                     | 22                                     | 38                                     | uit                                    |

#### Nationale Top 100
| Hitnotering: 17-03-1990 t/m 19-05-1990 | Hitnotering: 17-03-1990 t/m 19-05-1990 | Hitnotering: 17-03-1990 t/m 19-05-1990 | Hitnotering: 17-03-1990 t/m 19-05-1990 | Hitnotering: 17-03-1990 t/m 19-05-1990 | Hitnotering: 17-03-1990 t/m 19-05-1990 | Hitnotering: 17-03-1990 t/m 19-05-1990 | Hitnotering: 17-03-1990 t/m 19-05-1990 | Hitnotering: 17-03-1990 t/m 19-05-1990 | Hitnotering: 17-03-1990 t/m 19-05-1990 | Hitnotering: 17-03-1990 t/m 19-05-1990 | Hitnotering: 17-03-1990 t/m 19-05-1990 |
| Week                                   | 1                                      | 2                                      | 3                                      | 4                                      | 5                                      | 6                                      | 7                                      | 8                                      | 9                                      | 10                                     |                                        |
| -------------------------------------- | -------------------------------------- | -------------------------------------- | -------------------------------------- | -------------------------------------- | -------------------------------------- | -------------------------------------- | -------------------------------------- | -------------------------------------- | -------------------------------------- | -------------------------------------- | -------------------------------------- |
| Positie                                | 72                                     | 42                                     | 31                                     | 27                                     | 21                                     | 18                                     | 25                                     | 41                                     | 62                                     | 84                                     | uit                                    |

#### NPO Radio 2 Top 2000
| Nummer met noteringen in de NPO Radio 2 Top 2000 | '05  | '06 | '07 | '08  | '09  | '10  | '11  | '12  | '13  | '14  | '15  | '16 | '17  |
| ------------------------------------------------ | ---- | --- | --- | ---- | ---- | ---- | ---- | ---- | ---- | ---- | ---- | --- | ---- |
| DIamante                                         | 1250 | 967 | 725 | 1319 | 1171 | 1002 | 1053 | 1268 | 1433 | 1393 | 1466 | -   | 1975 |

1. ↑  Een '-' betekent dat het nummer niet was genoteerd en een vetgedrukt getal geeft de hoogste notering aan.
2. ↑  2005 was het eerste jaar met een notering voor dit nummer.
3. ↑  Deze tabel is bijgewerkt tot en met de laatste editie (2024).

## Sandra Reemer
Domenica werd de titel op een single van Sandra Reemer. Het is afkomstig van haar album Valleys of emotion. Het werd daarbij voorzien van een nieuwe Engelse tekst door Rob en Ferdi Bolland. Als muziekproducent trad hier op Martin Duiser. Op genoemd album speelde op één track mee John Ewbank, vaste schrijver van Marco Borsato. Sandra Reemer haalde er de Nederlandse hitparades niet mee.

## Rob de Nijs
Rob de Nijs nam het op voor zijn album Iets van een wonder. Hij liet de Nederlandse tekst daarbij over aan Belinda Meuldijk, zijn toenmalige echtgenote. Het is dan 1994. Of het nummer destijds op single verscheen is niet bekend.

## Marco Borsato
Marco Borsato nam het op en gaf het uit als B-kant van zijn single Kom maar bij mij en zijn studioalbum Marco. Die single bleef "steken" op plaats 12 in de Mega top 50 destijds. De tekstleverancier was in dit geval Robert Long. Muziekproducent was in dit geval de eerder genoemde John Ewbank.

## Bernhard Brink
De Duitse schlagerzanger Bernhard Brink bracht in 1999 zijn eigen Duitstalige versie op single uit op het Koch International platenlabel.
Sandra Reemer

Al di là · Stille nacht, heilige nacht · 'k Zweef aan m'n ballonnetje · Gloria, gloria · Sluimer zacht · Singapura · Hoe leit dit kindeke · Mijn gitaar · Kopi susu · Als jij maar wacht · Een bos rozen · Heimwee · Mijn concert · Teddy song · Jij vergeet · Since you have gone · (I've got) A love like a rainbow · Simon Zealotes · Love me, honey · The party's over · Trust in me · This is your heartbeat · How little we know · Colorado · Nothing's gonna change · It hurts to be in love · America here I come · Indonesia · Get it on · Rien ne va plus · Fly like an angel · Gold · All out of love · Sleep with me tonight · Laughter in the rain · Goodnight, sweetheart, goodnight · Smoke gets in your eyes · La colegiala · For your love · He was the one · Love is cruel · Domenica · The last goodbye · Mensen zoals jij · Kom naar me toe · Alles wat ik wil · Een boom voor het leven · De mooiste droom is vogelvrij
Sandra en Andres

Storybook children · Somethin' in my heart · For the first time in my life · Reach for the moon · Let us pray together · Love is all around · Those words · Que je t'aime · Mary Madonna · Als het om de liefde gaat · Mama mia · Auntie · Aime-moi · Dzjing boem! · True love · You believed · Oh, nous sommes très amoureux
Dutch Divas

Work that body · From New York to L.A.